# Rodger Smith
Pour les articles homonymes, voir Smith.
Pour l’article ayant un titre homophone, voir Roger Smith.
Rodger Dennis Smith (né le 26 juillet 1896 à Ottawa, Ontario au Canada – mort le 31 janvier 1935) est un joueur canadien de hockey sur glace,.

## Carrière de joueur
Il commence sa carrière professionnelle avec les Yellowjackets de Pittsburgh en 1923. Deux ans plus tard, il atteint la Ligue nationale de hockey en jouant avec les Pirates de Pittsburgh. Il évolue avec ce club lors de cinq saisons avant de suivre la franchise lorsque celle-ci déménagea à Philadelphie pour la saison 1930-1931.
Au cours de cette saison, il joue également dans 2 autres ligues mineures. La saison suivante, sa dernière, il joua au niveau senior avec les Carabins de Chicoutimi au Québec.

## Statistiques
| Saison     | Équipe                      | Ligue      |     | Saison régulière | Saison régulière | Saison régulière | Saison régulière | Saison régulière |   | Séries éliminatoires | Séries éliminatoires | Séries éliminatoires | Séries éliminatoires | Séries éliminatoires |
| Saison     | Équipe                      | Ligue      | PJ  | B                | A                | Pts              | Pun              | PJ               | B | A                    | Pts                  | Pun                  |                      |                      |
| 1919-1920  | War Vets d'Ottawa           | OCHL       | 7   | 3                | 0                | 3                | 22               | -                | - | -                    | -                    | -                    |                      |                      |
| 1920-1921  | Gunners d'Ottawa            | OCHL       | 13  | 6                | 0                | 6                | -                | 6                | 1 | 3                    | 4                    | 9                    |                      |                      |
| 1921-1922  | Gunners d'Ottawa            | OCHL       | 10  | 6                | 3                | 9                | 9                | 6                | 6 | 5                    | 11                   | 15                   |                      |                      |
| 1922-1923  | Gunners d'Ottawa            | OCHL       | 17  | 19               | 10               | 29               | 21               | -                | - | -                    | -                    | -                    |                      |                      |
| 1923-1924  | Yellowjackets de Pittsburgh | USAHA      | 20  | 9                | 2                | 11               | -                | 12               | 4 | 1                    | 5                    | 12                   |                      |                      |
| 1924-1925  | Yellowjackets de Pittsburgh | USAHA      | 34  | 8                | 0                | 8                | -                | 8                | 1 | 0                    | 1                    | -                    |                      |                      |
| 1925-1926  | Pirates de Pittsburgh       | LNH        | 36  | 9                | 1                | 10               | 22               | 2                | 1 | 0                    | 1                    | 0                    |                      |                      |
| 1926-1927  | Pirates de Pittsburgh       | LNH        | 36  | 4                | 0                | 4                | 6                | -                | - | -                    | -                    | -                    |                      |                      |
| 1927-1928  | Pirates de Pittsburgh       | LNH        | 43  | 1                | 0                | 1                | 30               | 2                | 2 | 0                    | 2                    | 0                    |                      |                      |
| 1928-1929  | Pirates de Pittsburgh       | LNH        | 44  | 4                | 2                | 6                | 49               | -                | - | -                    | -                    | -                    |                      |                      |
| 1929-1930  | Pirates de Pittsburgh       | LNH        | 42  | 2                | 1                | 3                | 65               | -                | - | -                    | -                    | -                    |                      |                      |
| 1930-1931  | Cataracts de Niagara Falls  | CPHL       | 12  | 0                | 0                | 0                | 0                | -                | - | -                    | -                    | -                    |                      |                      |
| 1930-1931  | Yellowjackets de Pittsburgh | LIH        | 26  | 1                | 0                | 1                | 2                | 6                | 0 | 0                    | 0                    | 4                    |                      |                      |
| 1930-1931  | Quakers de Philadelphie     | LNH        | 9   | 0                | 0                | 0                | 0                | -                | - | -                    | -                    | -                    |                      |                      |
| 1931-1932  | Carabins de Chicoutimi      | ECSHL      | 23  | 6                | 10               | 16               | 36               | 3                | 0 | 0                    | 0                    | 2                    |                      |                      |
| Totaux LNH | Totaux LNH                  | Totaux LNH | 210 | 20               | 4                | 24               | 172              | 4                | 3 | 0                    | 3                    | 0                    |                      |                      |